# Deutscher Soldatenfriedhof Halluin
Het Deutscher Soldatenfriedhof Halluin is een Duitse militaire begraafplaats in de Franse gemeente Halluin. Er rusten 1.397 Duitse soldaten die sneuvelden in de Eerste Wereldoorlog, waarvan 9 niet meer geïdentificeerd konden worden. De begraafplaats ligt in het stadscentrum, naast de gemeentelijke begraafplaats en heeft een rechthoekig grondplan. Alle doden liggen in individuele graven, aangeduid met metalen kruisjes, met uitzondering van enkele joodse graven die een natuurstenen zerk hebben waarop een davidster is afgebeeld. Centraal staat een herdenkingsgebouwtje. De begraafplaats wordt beheerd door de Volksbund Deutsche Kriegsgräberfürsorge.
Halewijn lag tijdens de oorlog nabij het Westfront. De aanleg van de begraafplaats begon al in de herfst van 1914. Op het eind van de oorlog telde de begraafplaats zo'n 2.000 graven. Na de oorlog brachten de Fransen zo'n 700 graven over naar de nabijgelegen Duitse begraafplaatsen van Bousbecque en Wambrechies. De meeste graven zijn nu van soldaten die vielen vanaf juni 1917, bij de Mijnenslag nabij Mesen, ruim 15 kilometer verder westwaarts, in België. Velen sneuvelden ook tijdens het Duitse lenteoffensief van 1918. Een eerste herinrichting van de begraafplaats gebeurde in 1927, toen ook een gedenkingsruimte werd opgericht.